# Christine Thorburn
Pour les articles homonymes, voir Thorburn.
Christine Thorburn, née le 17 septembre 1969 à Davenport dans l'Iowa, est une coureuse cycliste américaine, professionnelle entre 2004 et 2008 au sein de l'équipe Webcor Builders. Spécialiste du contre-la-montre, elle a été championne des États-Unis de la spécialité en 2004, et troisième du championnat du monde en 2006. Elle a  également remporté le Tour du Grand Montréal cette année-là.

## Palmarès
- 2003
  - 2e de la Cat's Hill Classic
- 2004
  -  Championne des États-Unis du contre-la-montre
  - Cascade Cycling Classic
  - 2e du championnat des États-Unis sur route
  - 3e de la Redlands Bicycle Classic
  - 3e de la Sea Otter Classic
- 2005
  - Prologue et 1re étape de la Redlands Bicycle Classic
  - Redlands Bicycle Classic
  - 1rea étape du Tour du Grand Montréal
  - Tour de Toona
  - Nature Valley Grand Prix
  - Cat's Hill Classic
  -  Médaillée d'argent du contre-la-montre aux championnats panaméricains
  - 3e de la Sea Otter Classic
  - 3e du championnat des États-Unis du contre-la-montre
- 2006
  - Tour du Grand Montréal :
    - Classement général
    - 1rea étape

  - Cat's Hill Classic
  - 2e du championnat des États-Unis sur route
  - 3e du championnat des États-Unis du contre-la-montre
  -  Médaillée de bronze du championnat du monde du contre-la-montre
- 2007
  - 3e du championnat des États-Unis du contre-la-montre